# Bianca Bin
Bianca Franceschinelli Bin (Jundiaí, 3 de setembro de 1990) é uma atriz brasileira.

## Biografia
De família italiana tradicional e religiosa católica, Bianca é natural da cidade de Jundiaí no interior de São Paulo, e mudou-se com três meses de idade para Itu, também no interior de São Paulo, cidade onde foi criada.

## Carreira
Começou a fazer teatro aos 12 anos e aos 16 se mudou para São Paulo. No início de 2009 mudou-se novamente, dessa vez para o Rio de Janeiro, onde ingressou na Oficina de Atores da Rede Globo. Foi selecionada para protagonizar a temporada daquele ano da telenovela Malhação interpretando Marina Miranda. Em 2010, a atriz estreou no horário nobre no elenco de Passione, no papel de Fátima, seu único papel coadjuvante até o momento. Em 2011 protagonizou Cordel Encantado, onde viveu a sertaneja Açucena, a menina, na verdade, é a procurada princesa Aurora, do reino de Seráfia do Norte, filha de rei Augusto (Carmo Dalla Vecchia) e rainha Cristina (Alinne Moraes). No ano seguinte, Bianca interpretou sua primeira vilã, a ambiciosa Carolina no remake de Guerra dos Sexos. Em 2013, repetiu sua parceria com as autoras Duca Rachid e Thelma Guedes protagonizando mais uma de suas novelas: Joia Rara, como Amélia. No ano seguinte, foi convidada para estrelar, ao lado de Ísis Valverde, como a vilã Vitoria em Boogie Oogie, novela de Rui Vilhena. Em 2016, viveu a sofrida co-protagonista Maria na novela das seis Êta Mundo Bom!. Em 2017 vive a quarta protagonista, dessa vez em horário nobre, na novela O Outro Lado do Paraíso, interpretando a mocinha sofredora Clara, que acaba se tornando uma vingativa nata, sendo esse o seu maior papel de maior destaque na televisão. Ambas as novelas de Walcyr Carrasco.
Em 2019, gravou dois longas-metragens, Assalto na Paulista, baseado em fatos reais, com direção de Flávio Frederico, interpretando Leônia, moça que fugiu da Bahia depois de ser abusada pelo próprio pai, ajuda o pai adotivo a assaltar os cofres de uma agência bancária em São Paulo; e As Verdades com direção de José Eduardo Belmonte, interpretando Francisca, noiva do empresário que sofre um atentado no sertão baiano. Em 2020, gravou O Amante de Júlia, uma adaptação da obra O Amante de Lady Chatterley, com direção de Vinícius Coimbra, interpretando a protagonista Júlia.
Em 2021, estreou no teatro com a peça O Homem que Matou Liberty Valence no Teatro Sérgio Cardoso, com direção de Mário Bortolotto, interpretando a dona do Saloon, Hallie Jackson. e co-escreveu a letra da música "Um Pouco Mais de Mim", presente no primeiro álbum solo Á Deriva de Sérgio Guizé. No início de 2022, estrelou junto com Guizé o clipe da música "Primeiro Amor", de Lula Ribeiro. No mesmo ano, atua em sua segunda peça, Jardim de Inverno, de Richard Yates. Bianca interpreta April Wheeler, personagem que já foi interpretada por Kate Winslet no filme Revolutionary Road. A trama retrata a vida cotidiana de April e seu marido Frank, papel de Fabrício Pietro, um casal de classe média aparentemente feliz; April é uma mulher em dissonância com a condição de dona de casa, com desejo de reavivar seu relacionamento e de cumprir seu profundo desejo de liberdade. Em novembro, gravou o filme Ângela, de Hugo Prata, interpretando Tóia, a amiga da socialite Ângela Diniz vivida por Ísis Valverde.
Em 2023, retornou ás novelas em participações especiais no decorrer da trama Terra e Paixão, interpretando Agatha, mãe que é dada como morta no pré-parto do filho, mas reaparece viva e interpretada por Eliane Giardini.. De julho até agosto, esteve em cartaz no  Sesc Ipiringa, com a peça de comédia O Nome do Bebê,  que parte do humor para refletir sobre a atual polarização política e a falta de escuta entre as pessoas. Em setembro, narrou o audiolivro O Morro dos Ventos Uivantes da Audible.com. De outubro até dezembro gravou a novela Dona Beja, da HBO Max, interpretando a delicada e doce Angélica, rival da Beja, interpretada por Grazi Massafera. Em 2024: em agosto gravou a segunda temporada da série Colônia, inspirada no livro “Holocausto brasileiro" do Canal Brasil, vivendo uma jornalista que apura mortes no hospital psiquiátrico Colônia.

## Vida pessoal
De 2003 a 2009 namorou o ator Gabriel Chadan. No mesmo ano, durante as gravações da 16.ª temporada de Malhação, começou a namorar seu par romântico na trama, o ator Humberto Carrão, porém o namoro durou apenas dez meses. Em 2011 iniciou um relacionamento amoroso com o ator Pedro Brandão, casando-se com ele em uma cerimônia civil em 2012, numa reunião íntima para amigos e familiares, em sua residência, no Rio de Janeiro. Em 2017 o casal divorciou-se, após cinco anos juntos. Em novembro do mesmo ano, começou a namorar o ator Sergio Guizé, com quem contracenou na novela O Outro Lado do Paraíso, oficializando a união em uma cerimônia civil em maio de 2018. Logo após a união, compraram um sítio, e mudaram-se do Rio de Janeiro para Indaiatuba, no interior de São Paulo, onde optaram por viver isolados e em contato com a natureza. Em setembro de 2018, após um ano juntos, celebraram a união conjugal com uma cerimônia religiosa no Amazonas.

## Filmografia

### Televisão
| Ano  | Título                  | Personagem                                                                    | Nota                                                      |
| ---- | ----------------------- | ----------------------------------------------------------------------------- | --------------------------------------------------------- |
| 2009 | Malhação                | Marina Vidal Monteiro Miranda / Penélope Valentina                            | Temporada 16                                              |
| 2010 | Passione                | Fátima Lobato                                                                 |                                                           |
| 2011 | Cordel Encantado        | Açucena Bezerra / Cocada / Princesa Aurora Catarina Ávila de Seráfia do Norte |                                                           |
| 2012 | Guerra dos Sexos        | Carolina Carneiro                                                             |                                                           |
| 2013 | Joia Rara               | Amélia Fonseca                                                                |                                                           |
| 2014 | Boogie Oogie            | Vitória Miranda Romão / Vitória Veiga Azevedo Fraga                           |                                                           |
| 2016 | Êta Mundo Bom!          | Maria Lima                                                                    |                                                           |
| 2017 | Segredos de Justiça     | Mariana Freitas / Raquel da Silva                                             | Episódio: "Nem Tudo é Verdade"                            |
| 2017 | O Outro Lado do Paraíso | Clara Tavares                                                                 |                                                           |
| 2023 | Terra e Paixão          | Agatha Moura La Selva (jovem)                                                 | Episódios: "8 de maio" / "3 de julho" / "23–24 de agosto" |
| 2025 | Êta Mundo Melhor!       | Maria Lima                                                                    | Episódios:”1–9 de julho”                                  |
| 2026 | Colônia                 | [ 31 ]                                                                        | Temporada 2                                               |
| 2026 | Dona Beja               | Angélica Felizardo Sampaio                                                    |                                                           |

### Cinema
| Ano  | Título              | Personagem           |
| ---- | ------------------- | -------------------- |
| 2016 | Canastra Suja       | Emília dos Santos    |
| 2022 | Assalto na Paulista | Leônia/Regina        |
| 2022 | As Verdades         | Francisca            |
| 2022 | O Amante de Júlia   | Júlia                |
| 2023 | Ângela              | Vitória Maria (Tóia) |

### Internet
| Ano  | Título                      | Personagem |
| ---- | --------------------------- | ---------- |
| 2020 | Goteira                     | Ela mesma  |
| 2023 | O Morro dos Ventos Uivantes | Narradora  |

### Videoclipe
| Ano  | Título          | Artista      |
| ---- | --------------- | ------------ |
| 2022 | "Primeiro Amor" | Lula Ribeiro |

## Teatro
| Ano     | Título                            | Personagem       |
| ------- | --------------------------------- | ---------------- |
| 2021    | O Homem que Matou Liberty Valence | Hallie Jackson   |
| 2022    | Jardim de Inverno                 | April Wheeler    |
| 2023–25 | O Nome do Bebê                    | Elizabete (Babú) |
| 2025    | Job                               | Jane             |

## Discografia

### Como compositora
| Ano  | Título                 | Intérprete   | Álbum    |
| ---- | ---------------------- | ------------ | -------- |
| 2021 | "Um Pouco Mais de Mim" | Sérgio Guizé | À Deriva |

## Prêmios e indicações
| Ano  | Prêmio                              | Categoria                           | Indicação               | Resultado |
| ---- | ----------------------------------- | ----------------------------------- | ----------------------- | --------- |
| 2010 | Melhores do Ano                     | Atriz Revelação                     | Passione                | Indicada  |
| 2010 | Capricho Awards                     | Melhor Atriz Nacional               | Passione                | Indicada  |
| 2010 | Capricho Awards                     | Melhor Casal Real                   | Bianca e Gabriel Chadan | Indicada  |
| 2011 | Meus Prêmios Nick                   | Atriz Favorita                      | Cordel Encantado        | Indicada  |
| 2011 | Capricho Awards                     | Melhor Atriz Nacional               | Cordel Encantado        | Indicada  |
| 2011 | Melhores do Ano - MdeMulher         | Melhor Mocinha (como Açucena)       | Cordel Encantado        | Venceu    |
| 2011 | Melhores do UOL e PopTevê           | Melhor Atriz                        | Cordel Encantado        | Indicada  |
| 2012 | Prêmio Contigo! de TV               | Melhor Atriz de Novela              | Cordel Encantado        | Indicada  |
| 2012 | Troféu Video Show                   | Melhor Segredo de Família           | Cordel Encantado        | Venceu    |
| 2013 | Prêmio Contigo! de TV               | Melhor Atriz Coadjuvante            | Guerra dos Sexos        | Indicada  |
| 2013 | Melhores do UOL e PopTevê           | Melhor Vilã                         | Guerra dos Sexos        | Indicada  |
| 2013 | Melhores do UOL e PopTevê           | Par Romântico (com Bruno Gagliasso) | Joia Rara               | Indicada  |
| 2013 | Prêmio Quem de Televisão            | Melhor Atriz                        | Joia Rara               | Indicada  |
| 2014 | Prêmio Contigo! de TV               | Melhor Atriz de Novela              | Joia Rara               | Indicada  |
| 2014 | Melhores do Ano Diário Gaúcho       | Interpretação surpreendente         | Boogie Oogie            | Venceu    |
| 2015 | Prêmio Contigo! de TV               | Melhor Atriz                        | Boogie Oogie            | Indicada  |
| 2016 | Melhores do Ano Minha Novela        | Melhor Atriz                        | Êta Mundo Bom!          | Venceu    |
| 2018 | Prêmio Jovem Brasileiro             | Melhor Atriz                        | O Outro Lado do Paraíso | Indicada  |
| 2018 | Melhores do Ano                     | Atriz de Novela                     | O Outro Lado do Paraíso | Indicada  |
| 2018 | Prêmio Extra de Televisão           | Melhor Atriz                        | O Outro Lado do Paraíso | Indicada  |
| 2018 | Prêmio Área VIP                     | Melhor Atriz                        | O Outro Lado do Paraíso | Venceu    |
| 2019 | Troféu Internet                     | Melhor Atriz                        | O Outro Lado do Paraíso | Indicada  |
| 2019 | Grande Prêmio Brasileiro de Cinema  | Melhor Atriz                        | Canastra Suja           | Indicada  |
| 2019 | Prêmio Guarani de Cinema Brasileiro | Revelação Feminina                  | Canastra Suja           | Indicada  |
| 2022 | Prêmio Cenym de Teatro              | Melhor Atriz                        | Jardim de Inverno       | Indicada  |
| 2023 | Festival Sesc Melhores Filmes       | Melhor Atriz Nacional               | Assalto na Paulista     | Indicada  |
| 2023 | Festival Sesc Melhores Filmes       | Melhor Atriz Nacional               | As Verdades             | Indicada  |
| 2024 | Prêmio Bibi Ferreira                | Melhor Atriz em Peça de Teatro      | O Nome do Bebê          | Indicada  |